# テディ・イップ

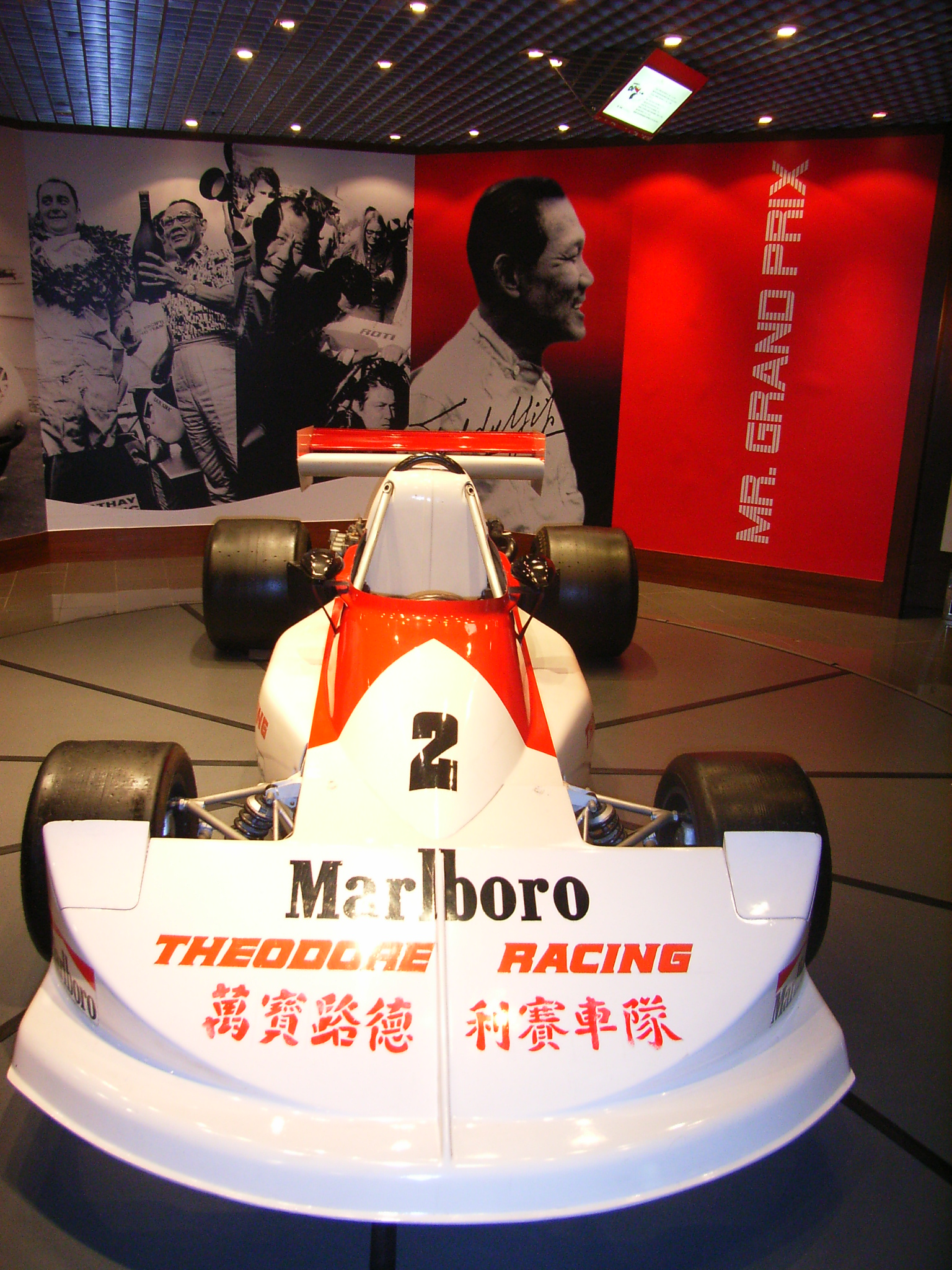
セオドール・レーシングのF3マシン

テディ・イップ（セオドール・"テディ"・イップ、Theodore "Teddy" Yip、中国語名：葉徳利、1907年6月2日 - 2003年7月11日）は、インドネシア（生誕当時はオランダ領であった）生まれの東南アジア有数の大富豪で実業家、フォーミュラ1チームのオーナーでレーシングドライバーでもある。国籍はオランダとインドネシアの両方を持っていた。

## プロフィール

### 生い立ち
1907年に、当時オランダの植民地であったスマトラ島のメダンにて裕福な華僑の家庭に生まれ、大学時代に宗主国のオランダに留学した。1941年12月の太平洋戦争（大東亜戦争）の開戦後、1942年にスマトラ島全体が日本陸軍の占領下に入ったことを契機に、同じく日本軍の占領下に入ったイギリスの植民地であった香港に移住する。

### 実業家
1945年8月の日本の敗戦に伴う戦争終結後に、香港で貿易会社を起こし成功させた。さらに事業の拡大につれ、ポルトガルの植民地であったマカオでのカジノやフェリー会社の経営や、タイ王国の首都であるバンコクでのホテル経営など、他業種にその事業を広げてそのほぼ全てを成功させ、東南アジア有数の大富豪として名を馳せる様になってゆく。
その後は妻スージー･ホーの兄であるマカオのカジノ王スタンレー・ホーなどとの共同事業などを行う傍ら、自らレーシングドライバーとしてマカオグランプリなどに参戦、その後もモータースポーツの最高峰であるフォーミュラ1にチームオーナーとして参戦するなど、その活動は世界的な規模となっていった。

### 死去
フォーミュラ1への参戦をやめた後もF3などの下位フォーミュラへの参戦を行ったほか、地元のマカオグランプリの顔的存在となり、多くの若手ドライバーの成長の手助けをするなど活躍したが、2003年に死去した。

## モータースポーツ

### レーシングドライバー

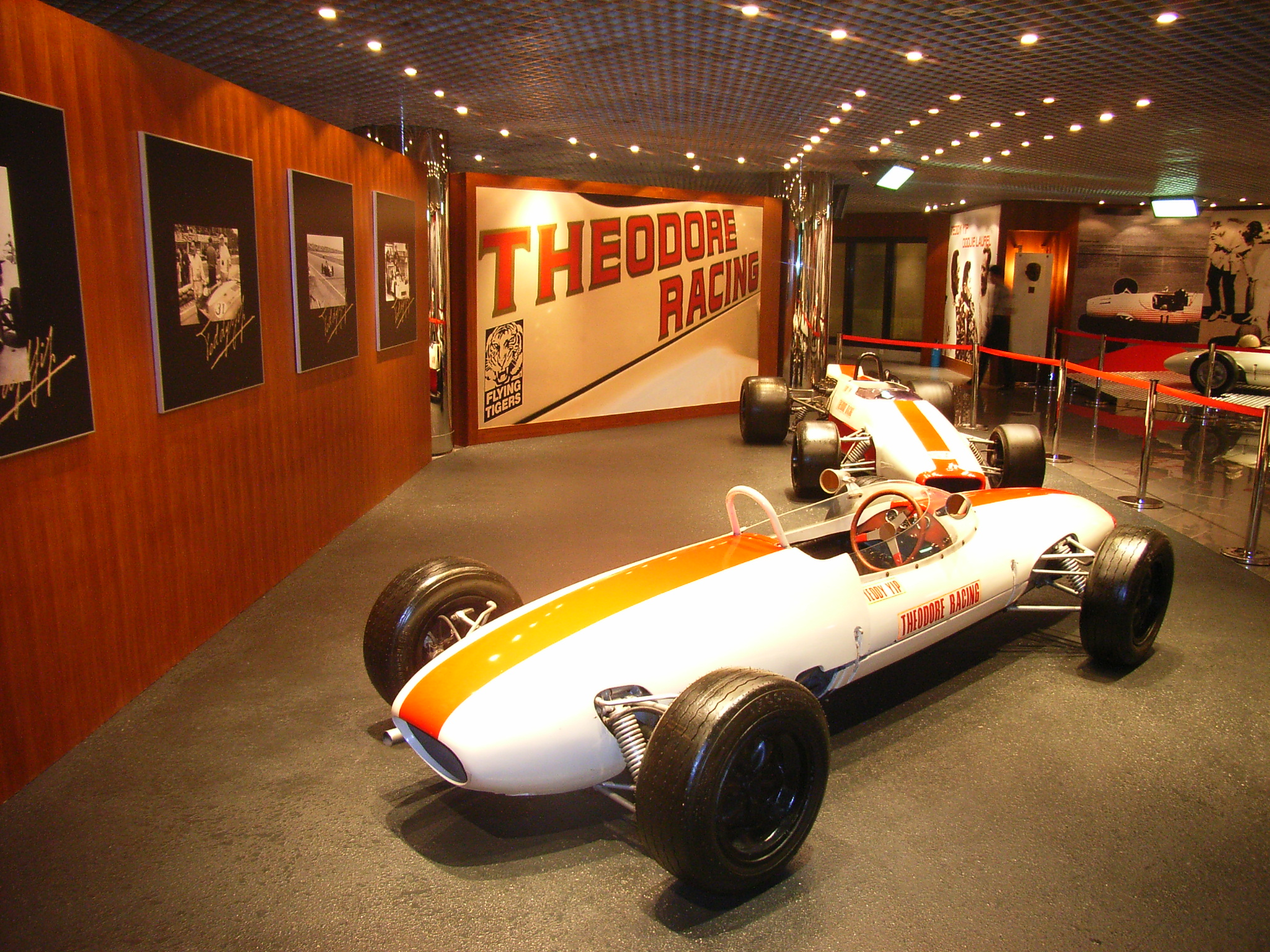
徳利賽車隊（セオドール・レーシング）のフォーミュラマシン

自らの事業の本拠地の1つであるマカオで1954年から行われていた市街地レースであるマカオグランプリに、開始3年目となる1956年からレーシングドライバーとして参戦した。1963年にはジャガーXK120をドライブし総合3位になるなど活躍した後、1970年代前半に引退する。

### セオドール・レーシングチーム
その後は、自らの英語名を冠した「セオドール・レーシングチーム（中国名：徳利賽車隊・香港）」のオーナーとしてマカオグランプリに参戦した。さらに、1974年からはフォーミュラ1チームのエンサインにスポンサーとして参入、1978年から独自コンストラクターとして「セオドール・レーシングチーム」を立ち上げた。
早くも同年にイギリスで行われた非選手権フォーミュラ1レースで、後にワールドチャンピオンとなるケケ・ロズベルグがドライブするセオドールTR1・コスワースが優勝するなど幸先のいいスタートを飾るが、この年をもって一旦撤退しスポンサーとしての活動に戻る。
その後、1981年よりチームオーナーとして再参入をし、2回の入賞をするものの優勝を飾ることはなく、1983年をもってフォーミュラ1からは撤退する。なお、合計51レースに参戦し獲得ポイントは2点と、プライベートチームとしては上々の結果であった。

### 若手ドライバーへのサポート
その後はインディカーなどのレースにスポンサーとして参戦を行った他、毎年マカオグランプリに参戦するフォーミュラ3チームのスポンサーとなり、アイルトン・セナやミカ・ハッキネンなどの後のトップドライバーをサポートした。